# Esi Lufo
Esi Lufo (Tirana, 10 settembre 2001) è una calciatrice albanese, attaccante del Vllaznia e della nazionale albanese.

## Carriera

### Nazionale
Lufo viene chiamata dalla Federcalcio albanese la prima volta nel 2017, convocata per indossare la maglia della formazione Under-19 in occasione delle qualificazioni per l'Europeo di Svezia 2018, dove però la sua nazionale, inserita nel gruppo 4, si dimostra incapace di competere allo stesso livello delle avversarie, chiudendo la prima fase di qualificazione con nessuna rete realizzata, 13 subite, e tre sconfitte, venendo di conseguenza eliminata già all'inizio del torneo. In quest'occasione scende in campo in tutti i tre gli incontri disputati. Rimasta in rosa anche per la successiva qualificazione all'Europeo di Scozia 2019 marca nuovamente 3 presenze in tutti gli incontri disputati dall'Albania, con la nazionale che, migliorando la prestazione precedente, con una vittoria e due sconfitte chiude al terzo posto il gruppo 10, venendo comunque eliminata dal torneo ma ottenendo la seconda vittoria, dopo quella del 19 settembre 2016 sulle pari età di Cipro, della U-19 con Lufo che apre le marcature nell'incontro del 9 ottobre 2018 vinto per 3-1 con la Bielorussia. Rimasta in quota, veste la maglia dell'U-19 anche in occasione delle qualificazioni all'Europeo di Georgia 2020, scendendo in campo, per la prima volta da titolare, in tutti i tre incontri giocati dalla sua nazionale, ripetendo le prestazioni negative che vedono l'Albania chiudere il gruppo 3 con un passivo di tre sconfitte, 18 reti subite e nessuna realizzata. La successiva fase élite di qualificazione al torneo non sarebbe comunque stata disputata per la sospensione della manifestazione a causa delle restrizioni delle attività calcistiche decise dalla UEFA in seguito al dilagare della pandemia di COVID-19 in Europa.
Nel 2019 arriva anche la sua prima convocazione con la nazionale maggiore, chiamata dal commissario tecnico Armir Grimaj in occasione delle qualificazioni, nel gruppo E, per l'Europeo di Inghilterra 2022, debuttando l'8 novembre 2019 rilevando Zylfije Bajramaj all'86' nell'incontro perso per 5-0 con la Scozia.

## Palmarès

### Club
- Campionato albanese: 2

Vllaznia: 2019-2020, 2020-2021
- Coppa d'Albania: 2

Vllaznia: 2019-2020, 2020-2021